# یانیف کاتن
یانیف کاتن (به انگلیسی: Yaniv Katan) مهاجم اهل اسرائیل است که از سال ۲۰۰۰ تا ۲۰۰۹ میلادی عضو تیم ملی فوتبال اسرائیل بوده و در ۳۱ بازی ملی حضور داشته است. یانیف کاتن توانسته در بازی‌های ملی، ۵ گل به ثمر برساند.

## افتخارات
مکابی حیفا 
- لیگ برتر اسراییل
- قهرمان(۶):۲۰۰۰-۲۰۰۱،۲۰۰۱-۲۰۰۲، ۲۰۰۳-۲۰۰۴

۲۰۰۴-۲۰۰۵ ،۲۰۰۸-۲۰۰۹ ،۲۰۱۰-۲۰۱۱
- نایب قهرمان(5): ۱۹۹۹-۲۰۰۰، ۲۰۰۲-۲۰۰۳، ۲۰۰۹-۲۰۱۰، ۲۰۱۲-۲۰۱۳
- توتو کاپ
- قهرمان(۳):۲۰۰۲-۲۰۰۳، ۲۰۰۵-۲۰۰۶، ۲۰۰۷-۲۰۰۸
- جام دولتی
- نایب قهرمان(۴):۲۰۰۲، ۲۰۰۹، ۲۰۱۱ ،۲۰۱۲      وستهام یونایتد
- جام حذفی فوتبال انگلیس
- نایب قهرمان(۱):۲۰۰۶